# Wilhelm Engelbert Giefers

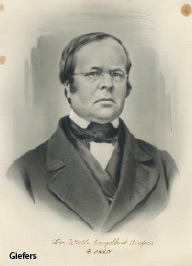
Wilhelm Engelbert Giefers

Wilhelm Engelbert Giefers (* 6. November 1817 in Brakel; † 26. November 1880 ebenda) war ein deutscher Gymnasialprofessor, Historiker und Autor.

## Leben
Giefers war das erste Kind des Dachdeckers und Ziegelbrenners Franz Anton Giefers und dessen Frau Elisabeth (geborene Gundolf). Er hatte einen Bruder und drei Schwestern. Als Schüler besuchte er das Theodorianum in Paderborn, wo sein Onkel Heinrich Gundolf Gymnasialdirektor und dessen Bruder Anton Gundolf Lehrer waren. Nachdem er die Reifeprüfung bestanden hatte, begann er ein Studium der Theologie und Philologie in Münster, wobei er sich insbesondere der historischen Studien widmete. Er wechselte im Herbst 1841 an die Universität Bonn und musste im Mai 1844 seine Ausbildung unterbrechen und eine Stellung aus Privatlehrer in Brauweiler annehmen. Als er nach Bonn zurückkehrte, promovierte er dort am 9. August 1847 mit einer Arbeit über das Römerkastell Aliso. Es folgte eine Tätigkeit als Hilfslehrer in Kempen. Im Herbst des Jahres 1848 wollte er Studium in Bonn fortsetzen um das Staatsexamen abzulegen, wurde jedoch krank, so dass er zu einem befreundeten Buchhändler nach Krefeld zog, um sich auszukurieren. Erst am 19. Februar 1850 konnte er in Bonn endlich das „Examen pro facultate docendi“ ablegen. 1851 wurde er Hilfslehrer in Paderborn. Seine Ernennung zum ordentlichen Lehrer erfolgte 1855. Am 8. September 1866 hatte er Clementine Ahlemeyer († 27. August 1870) geheiratet, die Ehe blieb kinderlos. 1874 beendete Giefers seine Tätigkeit als Lehrer und zog sich in seine Vaterstadt Brakel zurück.
Giefers verfasste ein umfangreiches Werk meist regionalgeschichtlicher Literatur. Zudem war er in dem Verein für Geschichte und Altertumskunde Westfalens, Abt. Paderborn, engagiert und war von 1855 bis 1880 dessen Direktor. Er war zudem Direktor des Diözesankunstvereins und seit 1860 für das Fach „Westfälische Landes- und Kunstgeschichte“ zuständig. 1880 verstarb er an den Folgen eines Schlaganfalls.
In Paderborn wurde eine Straße nach ihm benannt. In seiner Heimatstadt Brakel erinnert der Giefersweg an ihn.

## Werke
- De Alisone castello deque cladis Varianae loco commentatio. Krefeld, 1844.
- Eine Abhandlung über die Quellen der Geographie des alten Germaniens. 1848.
- Die Externsteine im Fürstenthum Lippe-Detmold, eine historisch-archäologische Monographie. 1851, Volltext in der Google-Buchsuche.
- mit Michael Strunck: Westphalia sancta pia beata: sive, Vitae eorum, qui sanctitate sua …. Band 2, Schöningh, Paderborn 1855, Volltext in der Google-Buchsuche.
- Geschichte der Wefelsburg und des Bischofs Theodor von Fürstenberg „Memorial-Büchlein“. F. Schöningh, Paderborn 1855, urn:nbn:de:hbz:061:1-579343.
- Der Dom zu Paderborn: Vortrag. Gehalten im wissenschaftlichen Vereine, 1860, Volltext in der Google-Buchsuche.
- Zur Geschichte der Burg Iburg und Stadt Driburg. 1860, Volltext in der Google-Buchsuche.
- Die neuesten Schriften über die Varusschlacht und das Castell. 1863, Volltext in der Google-Buchsuche.
- Römerspuren an der Lippe, aufgedeckt von den Herren Fr. W. Schmidt, Frh. von Zuydturyck, L. Hölzermann und Fr. Hülsenbeck. Beleuchtet von Wilhelm Engelbert Giefers. Junfermann, Paderborn 1868.
- Die Einführung des Christenthums in Westfalen und in den angrenzenden Landestheilen zur elfhundertjährigen Gedächtnißfeier derselben. 1872.
- Zur Ehrenrettung des Jesuiten Nicolaus Schaten. 1880.
- Praktische Erfahrungen und Rathschläge die Erbauung neuer Kirchen sowie die Erhaltung und Wiederherstellung, die Ausschmückung und Ausstattung der Kirchen betreffend, nebst einer kurzen Uebersicht der Entwicklung der christlichen Baukunst. 5. Auflage. Paderborn 1873.
- Die Silberarbeiten des Warburger Meisters Anton Eisenhoit nebst einem Blicke auf die älteste Geschichte seiner Vaterstadt, Warburg. 1880.